# Mega Play
 (août 2018).
Si vous disposez d'ouvrages ou d'articles de référence ou si vous connaissez des sites web de qualité traitant du thème abordé ici, merci de compléter l'article en donnant les références utiles à sa vérifiabilité et en les liant à la section « Notes et références ».
Le Mega Play est un système de jeu d'arcade développé par Sega, sorti en 1993 en Europe. Il constitue la version JAMMA du système Mega-Tech (1989). Basé sur l'architecture de la console Mega Drive, c'est un système multi-jeux à cartouches interchangeables (comme la Neo-Geo MVS). Il présente les mêmes caractéristiques que le Mega-Tech à quelques différences près : la carte mère ne peut recevoir que 4 cartouches (contre 8 précédemment), les jeux ne sont plus que basés sur la Mega Drive (pas de jeux Master System), et les pièces insérées dans le monnayeur ne servent pas à acheter du temps de jeu, mais des vies ; pour cette raison, les jeux ont été modifiés dans le code, et comportent parfois des différences singulières par rapport à leur version d'origine. Les cartouches ne sont pas compatibles avec l'ancien système et inversement.

## Liste des jeux
- Bio-Hazard Battle
- Columns III: Revenge of Columns
- Golden Axe II
- Grand Slam: The Tennis Tournament
- Gunstar Heroes
- Mazin Wars
- Shinobi III: Return of the Ninja Master
- Sonic the Hedgehog
- Sonic the Hedgehog 2
- Streets of Rage 2
- Tecmo World Cup '92